# Конрой, Кэролайн
Кэролайн Конрой (ирл. Caroline Conroy; род. 8 февраля 1977) — ирландский государственный и политический деятель. Член «Зелёной партии», занимала должность мэра Дублина с июня 2022 года по июнь 2023 года.

## Биография
Выросла в Башнях Баллимуна и выдвинула свою кандидатуру на местных выборах от этого округа в 2014 году. Впервые была избрана в городской совет Дублина на местных выборах 2019 года от избирательного округа Баллимун-Финглас. В июне 2022 года была избрана мэром Дублина, сменив на этой должности Элисон Гиллиланд.
В период своих полномочий мэра резко критиковала антииммигрантские протесты в Баллимуне и по всему Дублину, которые, по её словам, были организованы крайне правыми силами, называя протесты «действительно позорными» и «не тем, чем мы занимаемся в Баллимуне».
В конце своего срока полномочий наградила Грету Тунберг и Дункана Стюарта премией «Свобода города Дублина», что стало первым случаем, когда награда вручалась активистам-экологам.